# Wokha (huyện)
Huyện Wokha là một huyện thuộc bang Nagaland, Ấn Độ. Thủ phủ huyện Wokha đóng ở Wokha. Huyện Wokha có diện tích 1628 ki lô mét vuông. Đến thời điểm năm 2001, huyện Wokha có dân số 161098 người.